# Systemy S-Bahn w Niemczech

symbol S-Bahn w Niemczech

Systemy S-Bahn w Niemczech

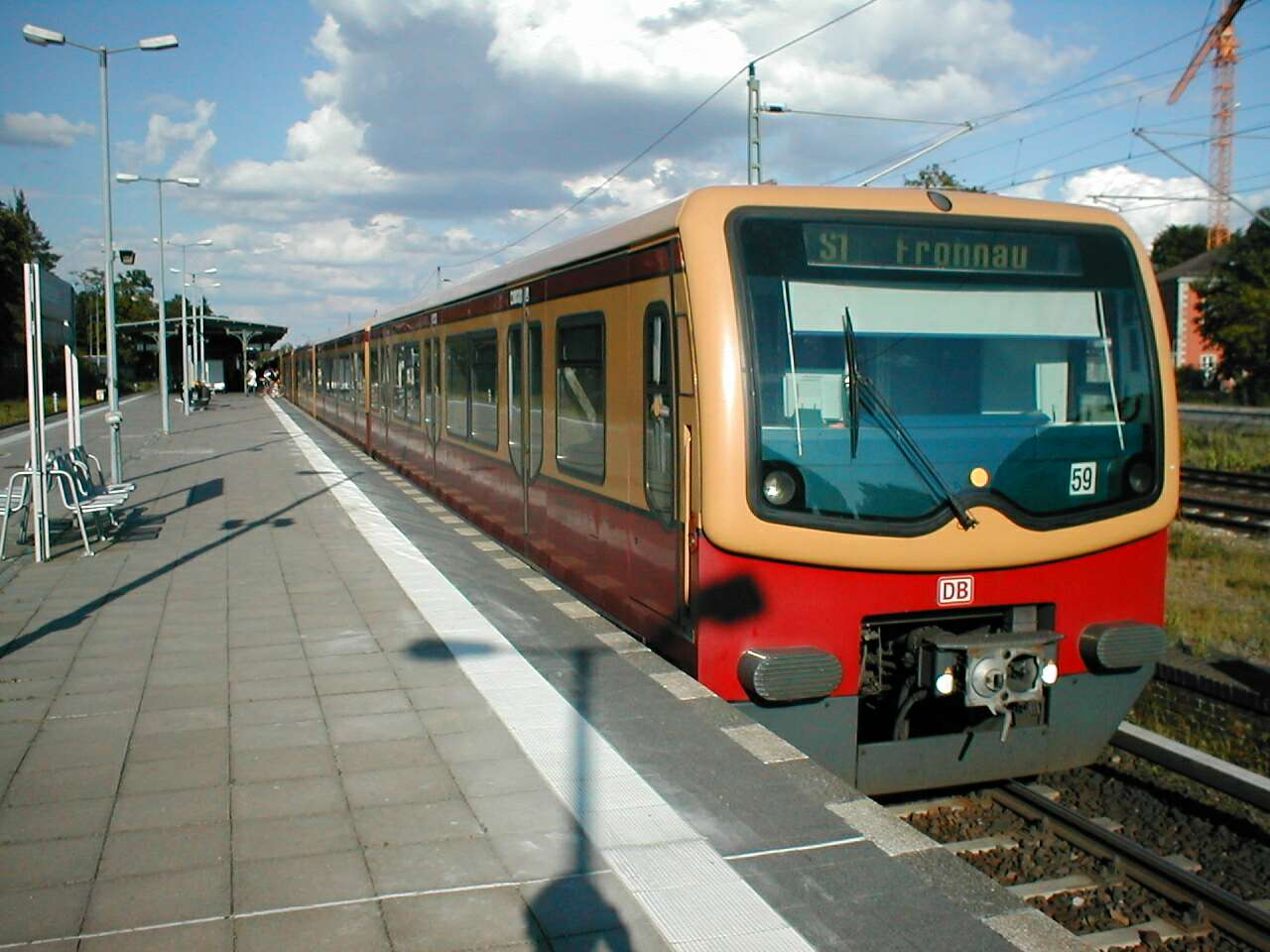
Skład typu 481 S-Bahn w Berlinie

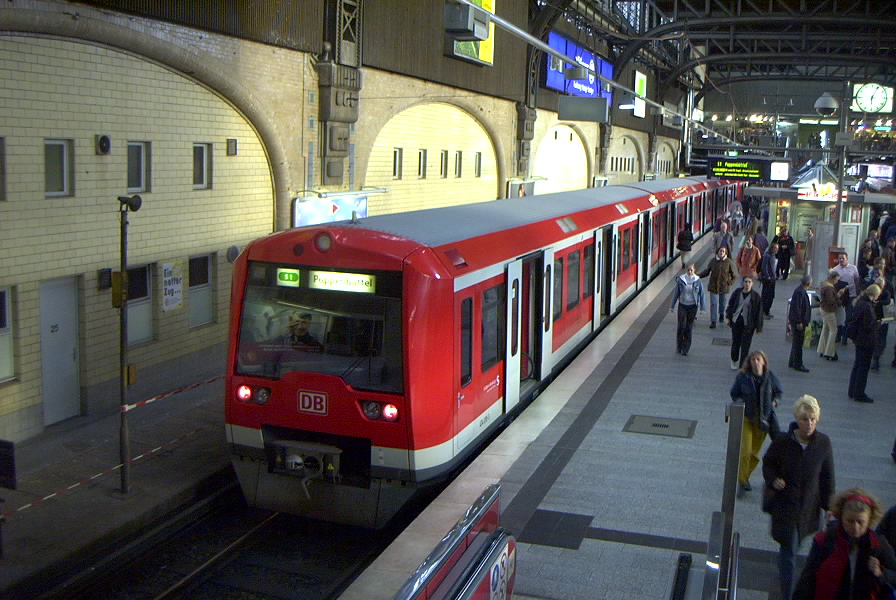
Skład typu 474 S-Bahn w Hamburgu

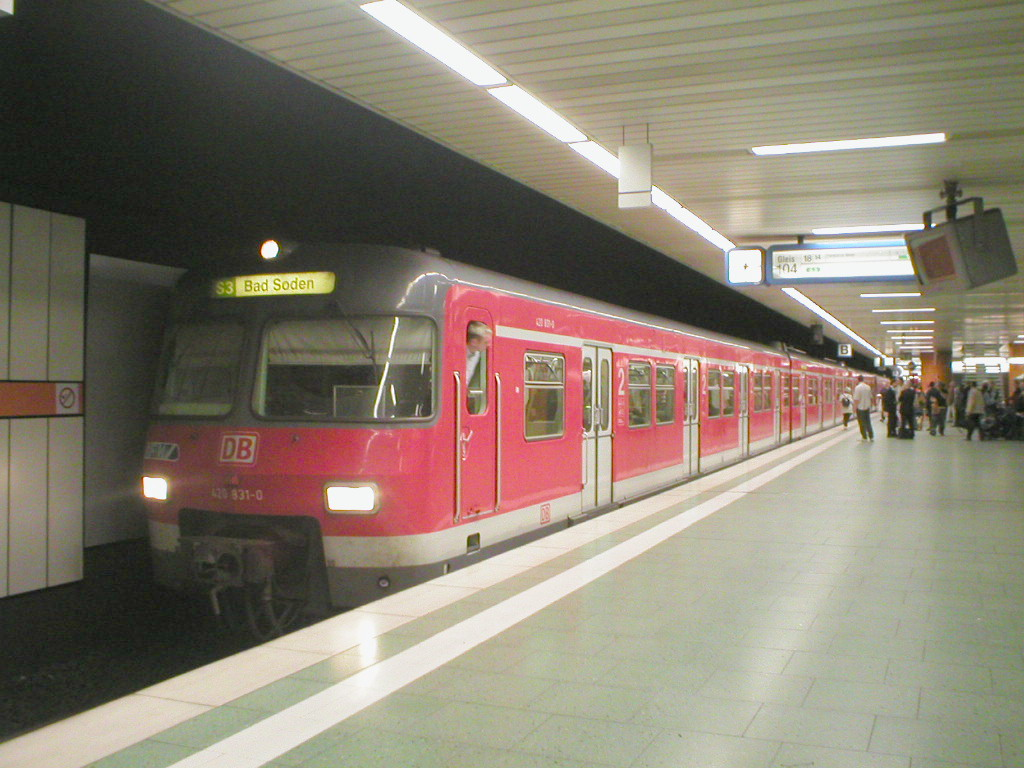
Skład typu 420 S-Bahn Rhein-Main w tunelu średnicowym

S-Bahn – nazwa systemów szybkiej kolei miejskiej i innych szynowych systemów komunikacji lokalnej w krajach niemieckojęzycznych. Nazwa S-Bahn wywodzi się ze skrócenia niemieckiego określenia Stadtschnellbahn (czyli właśnie szybka kolej miejska) i została po raz pierwszy nieformalnie użyta przez zawiadowcę stacji Berlin Bornholmer Straße około 1927 r. Następnie, od 1 grudnia 1930, wraz z charakterystycznym logo została wprowadzona jako oficjalna nazwa berlińskiej kolejki. W latach 30. XX w. uruchomiono drugą sieć S-Bahn w Hamburgu.
Początkowo ustalono następujące kryteria dla S-Bahn:
- elektryczny tabor samobieżny o dużym przyspieszeniu i prędkości
- szlak niezależny od pozostałego ruchu kolejowego i drogowego
- poziome wejście z peronu do wagonu (wysokie perony)
- duża częstotliwość ruchu (takt w szczycie co 10 minut)

Dalsze sieci S-Bahn zaczęto uruchamiać od lat 60. XX wieku, przy czym nowszym systemom stawiane są coraz niższe wymagania, a S-Bahn stanowi raczej znak firmowy niż określenie mówiące o typie kolei.
W zależności od sposobu organizacji ruchu, zdolności przewozowej, użytego taboru itp. można rozróżnić podstawowe typy S-Bahn:
- Typ klasyczny, z niezależnym szlakiem, wysokimi peronami i składami samobieżnymi czerpiącymi zasilanie z trzeciej szyny:
  - S-Bahn w Berlinie,
  - S-Bahn w Hamburgu (z wyjątkiem linii S3 na odcinku Hamburg-Neugraben – Stade).

Systemy te obsługiwane są przez spółki-córki Deutsche Bahn.
- Tzw. druga generacja, z częściowo niezależnym szlakiem i systemem elektrycznym kompatybilnym z pozostałą niemiecką siecią kolejową (15 kV, 16,7 Hz prądu przemiennego), obsługiwane przez Deutsche Bahn:
  - S-Bahn w Monachium
  - S-Bahn w Stuttgarcie
  - S-Bahn Rhein-Main (Frankfurt nad Menem, Darmstadt, Moguncja, Offenbach am Main, Wiesbaden)
  - częściowo S-Bahn Rhein-Ruhr i S-Bahn Köln (Kolonia i Bonn)

- Systemy zbliżone do S-Bahn, korzystające z jej nazwy – pociągi regionalne kursujące w dużej częstotliwości, krótkie składy ciągnięte przez lokomotywę, wagony spalinowe lub regionalne składy elektryczne, również obsługiwane przez Deutsche Bahn:
  - S-Bahn Rhein-Neckar (Ludwigshafen am Rhein, Mannheim, Heidelberg)
  - S-Bahn w Dreźnie
  - S-Bahn w Hanowerze
  - Regio-S-Bahn Bremen/Niedersachsen
  - S-Bahn w Innsbrucku (Austria)
  - S-Bahn Mitteldeutschland
  - S-Bahn Mittelelbe
  - S-Bahn w Norymberdze
  - częściowo S-Bahn Rhein-Ruhr
  - S-Bahn w Rostocku
  - systemy tego typu funkcjonowały dawniej w Erfurcie i Karl-Marx-Stadt (obecnie Chemnitz)

- Inne systemy o charakterze dalekim od klasycznej S-Bahn, lecz korzystające z jej nazwy i symbolu:
  - tramwaj dwusystemowy w okolicach Karlsruhe obsługiwany przez AVG,
  - Breisgau-S-Bahn w okolicach Fryburga Bryzgowijskiego,
  - Ortenau-S-Bahn w okolicach Offenburga,